# Knutsgöl (Furuby socken, Småland)
Knutsgöl är en sjö i Växjö kommun i Småland och ingår i Mörrumsåns huvudavrinningsområde.